# کدنج
کدنج، روستایی در دهستان سیاخ بخش سیاخ دارنگون شهرستان شیراز در استان فارس ایران است. این روستا، مرکز بخش سیاخ دارنگون است.

## جمعیت
بر پایه سرشماری عمومی نفوس و مسکن در سال ۱۳۹۵، جمعیت این روستا برابر با ۲٬۱۱۶ نفر (۶۰۷ خانوار) بوده است.